# Associació de Música Country
L'Associació de Música Country (o CMA per les seves sigles en anglès) es va fundar l'any 1958 a Nashville, Tennessee. Originalment tenia 233 membres, i els seus objectius principals són: guiar i promoure el desenvolupament de la música country arreu del món, fer veure que és un canal viable per a anunciants, consumidors i mitjans de comunicació, i aportar una unitat de finalitat a la indústria de la música country.
La CMA és també coneguda per ser l'encarregada de presentar els Premis de l'Associació de Música Country.